# 圣路易迪阿！阿！
圣路易迪阿！阿！（法語：Saint-Louis-du-Ha! Ha!，發音：[sɛ̃ lwi dy a a]）是一個位於加拿大魁北克東南部的教區市鎮（parish municipality）。該地人口為1318人，經濟產業以農業為主，格言為「團結工作」（Solidaire dans le labeur）。

## 歷史

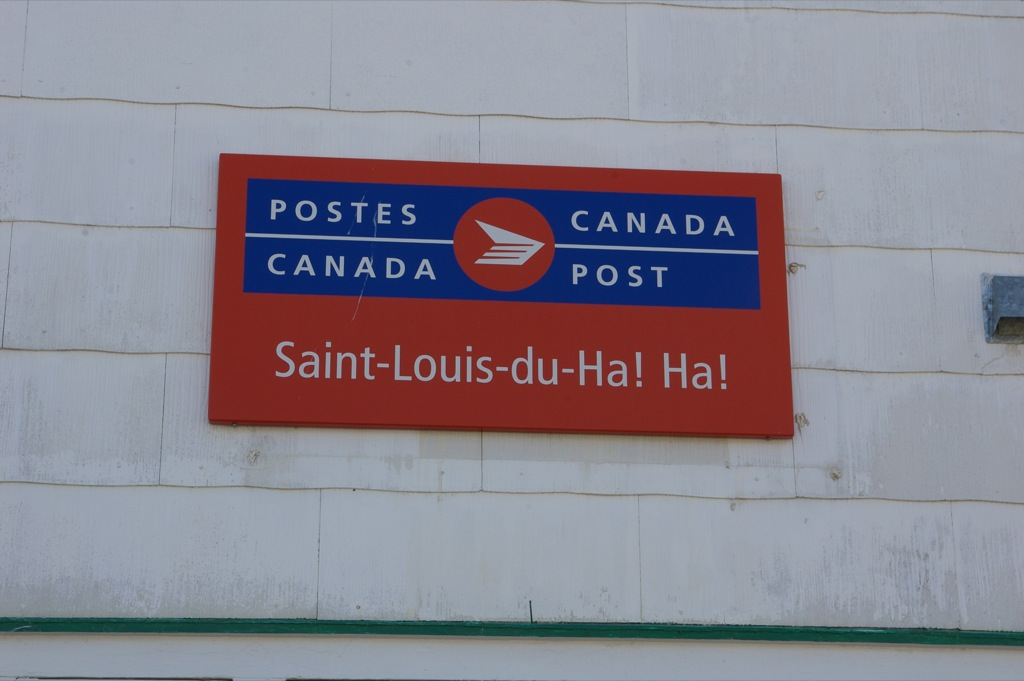
圣路易迪阿！阿！的邮局

圣路易迪阿！阿！堂區是於1860年由羅馬天主教傳教士設立。而堂區則是於1874年獲得這個名稱。

### 名稱由來
根據魁北克地名委員會，「聖路易」是指魁北克的首詹殖民者路易·馬基（Louis Marquis），「阿！阿！」則源自古法語haha，意指死路，指的是此地地形被特米斯夸塔湖擋住去路。
由於圣路易迪阿！阿！是北美洲，以至全球唯一一個名稱中擁有2個驚嘆號的市鎮，此地名引來不少疑問，以及其他不同的解釋。有一說法是「聖路易」是指路易九世、「阿！阿！」源自此地原住民語言，意思是“意想不到的事情”，指特米斯夸塔湖的美㬌。另一個說法則指出一批早期法國殖民者走了80公里的山路後，發現了特米斯夸塔湖，因此大喊「阿！阿！」。

## 地理
圣路易迪阿！阿！的座標為47°40′14″N 68°58′37″W / 47.670575°N 68.976973°W（47.670575645752, -68.976973020472）。本鎮面積為110.50平方英里（286.19平方），其中102.31平方英里（264.98平方）為陸地，8.19平方英里（21.21平方）為水域。

## 人口
圣路易迪阿！阿！於2011年擁有1,318居民、530住戶和385家庭。於2006年，本鎮共有人口1,348人。相比起2006年，本鎮的人口於2011年下跌了2.2%。其人口密度為每平方英里7.27居民（每平方公里11.7居民）。有96.36%人口的母語為法語。在530家庭中，有12.26%擁有一個或以上的兒童（18歲以下）、40.57%為夫妻、6.6%為單親家庭、27.36%為獨居。平均每戶有2.4人，而平均每個家庭則有2.8人。在1,318居民中，有20.86%為19歲以下、8.35%為20至29歲、11.38%為30至39歲、10.62%為40至49歲、18.21%為50至59歲、15.93%為60至69歲、7.59%為70至79歲、以及6.83%為80歲以上。人口的年齡中位數為49.1歲，女子對男子的性別比為100：95.5。成年人的性別比則為100：92.2。

## 魁北克省中擁有類似名稱的地方
- 阿！阿！湾（Baie des Ha! Ha!）：位於萨格奈-圣让湖区薩格奈河上的一個海灣。[13]
- 阿！阿！湾（Baie des Ha! Ha!）：位於北岸區圣劳伦斯河上的一個海灣。[14]
- 阿！阿！河（Rivière Ha! Ha!）：位於薩格內-聖約翰湖區的一條河。[15]

## 資料來源
1. ↑  .   [2013-10-04]. （原始内容存档于2013-10-05）.
2. ↑  .   [2013-10-04]. （原始内容存档于2015-09-23）.
3. ↑  .   [2013-09-27]. （原始内容存档于2020-09-29）.
4. ↑  . FoundLocally.com.   [2009-12-05]. （原始内容存档于2010-11-30）.
5. ↑  Jeffries, Stuart. . The Guardian. 29 April 2009  [2009-09-08]. （原始内容存档于2009-07-30）.
6. ↑  .   [2013-10-04]. （原始内容存档于2013-12-11）.
7. ↑  .   [2013-10-04]. （原始内容存档于2013-10-04）.
8. ↑  .   [2013-09-27]. （原始内容存档于2020-12-12）.
9. ↑  .   [2013-10-04]. （原始内容存档于2013-10-04）.
10. ↑  .   [2013-09-27]. （原始内容存档于2021-01-11）.
11. ↑  .   [2013-10-04]. （原始内容存档于2016-03-04）.
12. 1 2  .   [2013-10-04]. （原始内容存档于2016-03-03）.
13. ↑  .   [2013-10-04]. （原始内容存档于2020-09-20）.
14. ↑  .   [2013-10-04]. （原始内容存档于2019-08-14）.
15. ↑  .   [2013-10-04]. （原始内容存档于2018-06-13）.

## 外部連結
- Saint-Louis-du-Ha! Ha! （页面存档备份，存于） （法文）